# Philosophie der Neuzeit
|  | Dieser Artikel wurde in der Qualitätssicherung Philosophie eingetragen. Artikel, die sich als nicht relevant genug herausstellen oder mittelfristig kein hinreichend akzeptables Niveau erreichen, können schließlich auch zur Löschung vorgeschlagen werden. Bitte hilf mit, die inhaltlichen Mängel dieses Artikels zu beseitigen, und beteilige dich bitte an der Diskussion! Bitte entferne diesen Hinweis nicht ohne Absprache! |

Die Philosophie der frühen Neuzeit (ca. 1400–1800) ist ein Abschnitt der Philosophiegeschichte, der einerseits vom neuen naturwissenschaftlichen Weltbild (seit Nicolaus Copernicus und Galilei) und den dazugehörigen mathematischen Methoden (analytische Geometrie, Analysis) bestimmt war, andererseits nahm sie in der Theorie die politischen Umbrüche vorweg, die in der Französischen Revolution gipfelten. Die Philosophie der frühen Neuzeit umfasst die Renaissance und den Humanismus, den Barock, den Absolutismus und die Aufklärung.

## Rationalismus
Der Ansatz des Rationalismus stand im Widerstreit zu dem des Empirismus. Die Unterscheidung lässt sich sinnvollerweise so formulieren: Ein Rationalist legt seiner philosophischen Welterklärung vor allem die vernünftige Schlussfolgerung zu Grunde, während ein Empirist in seiner philosophischen Welterklärung nur solche Hypothesen akzeptiert, die sich auf sinnliche Wahrnehmung zurückführen lassen. Allerdings sind in den Texten aller rationalistischen Philosophen auch empiristische Elemente zu finden und umgekehrt.
Als Begründer des Rationalismus gilt vor allem René Descartes. Andere Denker, zum Beispiel der niederländische Philosoph Baruch Spinoza und der deutsche Universalgelehrte Gottfried Wilhelm Leibniz, entwickelten den cartesianischen Rationalismus weiter.
Der erkenntnistheoretische Rationalismus fand auch in anderen Bereichen der Philosophie Verwendung. So glaubte er, dass sich die elementaren Grundsätze menschlicher Moral aus der reinen Vernunft ergäben.

### René Descartes

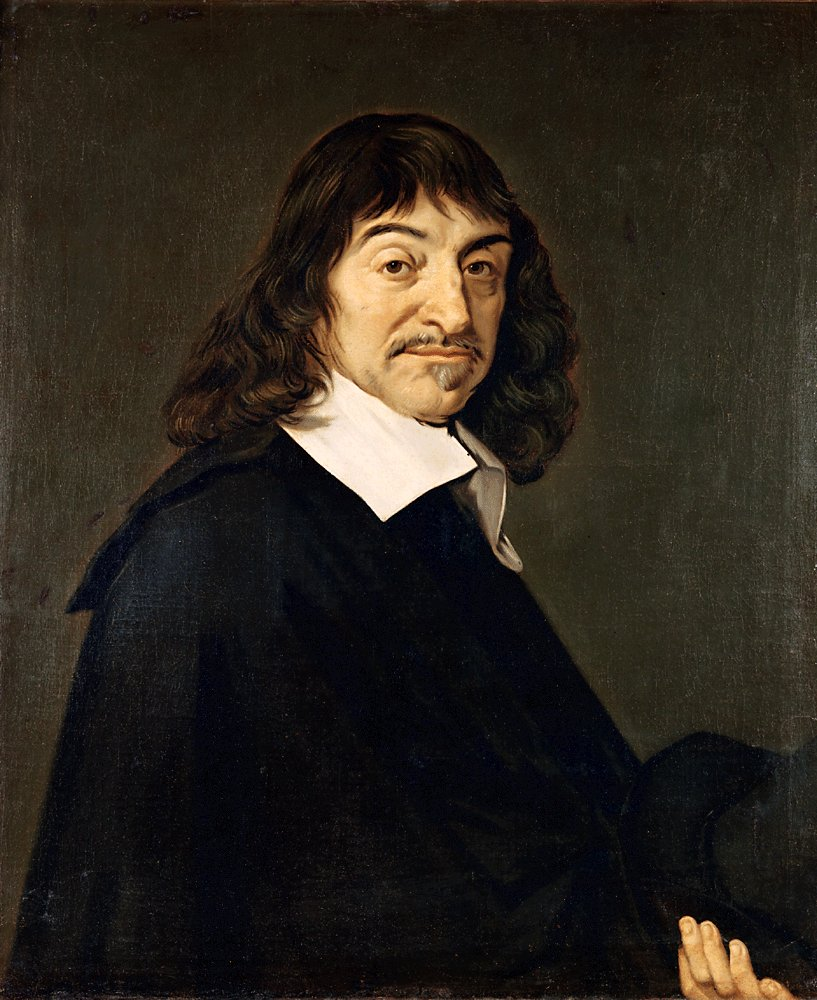
René Descartes in einem Porträt von Frans Hals, 1648

René Descartes (1596–1650) war Philosoph, Mathematiker und Naturwissenschaftler. Er wird als „Vater der neueren Philosophie“ bezeichnet, denn er begründete den modernen Rationalismus. Die Richtung des Denkens, die Descartes beeinflusste, wird auch Cartesianismus genannt.
Descartes entwickelte seine Methode des philosophischen Denkens erstmals im Discours de la méthode, in dem er Regeln aufstellte, nach denen man vorgehen müsse, um zum wahren Wissen zu gelangen. Er war der Meinung, dass die gängige Annahme, dass wissenschaftliche Erkenntnis aus sinnlicher Wahrnehmung und Denken entspringt, hinterfragt werden musste. Unsere Sinne täuschten uns oft, beispielsweise bei optischen Täuschungen oder bei Wahrnehmungen im Traum. Aber auch dem Denken dürfe man nicht ungeprüft vertrauen, denn ein Dämon könnte so auf einen einwirken, dass man zu falschen Schlüssen komme und sich täuscht. Deshalb ist zunächst einmal an allem zu zweifeln. Wenn ich aber zweifle, so kann ich selbst in einem Fall, wo ich mich täusche, nicht daran zweifeln, dass ich zweifle und dass ich es bin, der zweifelt; d. h., ich bin als ein Denkender existent. Der erste unbezweifelbare Satz heißt also: „Ich denke (=zweifle), also bin ich“ (cogito ergo sum). Er ist, so Descartes, „notwendig wahr, sooft ich ihn ausspreche oder denke“. Descartes analysiert dann dieses zweifelnde Ich und bestimmt es als eine nicht ausgedehnte, denkende Substanz: als res cogitans. Zur Gewinnung weiterer Erkenntnisse geht Descartes davon aus, dass alles das wahr ist, was klar und deutlich erkannt werden kann. Dazu muss aber sicher sein, d. h. bewiesen werden, dass Gott existiert, um die Verbindung zur ausgedehnten Substanz, der res extensa zu gewährleisten.
Für Descartes gründen die beiden Substanzen res extensa und res cogitans in sich selbst; d. h., sie bedürfen keines anderen Grundes. Die Welt teilt sich in eine Objekt- und eine Gedankenwelt, in Leib und Seele, Körper und Geist. Die res extensa ist physischer Körper, hat somit Ausdehnung, ist teilbar, dekomponierbar, zerstörbar, unterliegt den Regeln der Kausalität. Die res cogitans dagegen ist das Denken selbst. Sie ist ausdehnungslos, unteilbar und unvergänglich. Das Denken ist auch im radikalsten Zweifel nicht abtrennbar vom Ich. Dieser Dualismus führt allerdings zu einem zentralen Problem, nämlich zur Frage nach der Verbindung zwischen diesen absolut unterschiedlichen Seiten. Mit der Fraglichkeit Gottes ist die Wahrheit dieser Verbindung radikal in Frage gestellt. Descartes kannte dieses Problem und widmete der Frage nach Gott deshalb so große Aufmerksamkeit.
Die aristotelische Hervorhebung des Organischen negiert Descartes. Selbst der menschliche Körper wird einmal als bloße „Gliedermaschine“, dann wieder als „Leichnam“ beschrieben. Er reduzierte den lebenden Organismus des Menschen auf dessen Mechanik und wurde damit zum Begründer der neuzeitlichen Iatrophysik, in der Menschenmodelle und (versuchte oder gedachte) Konstruktionen von Menschenautomaten eine wichtige Rolle spielten.

### Thomas Hobbes und sein Gegner Shaftesbury

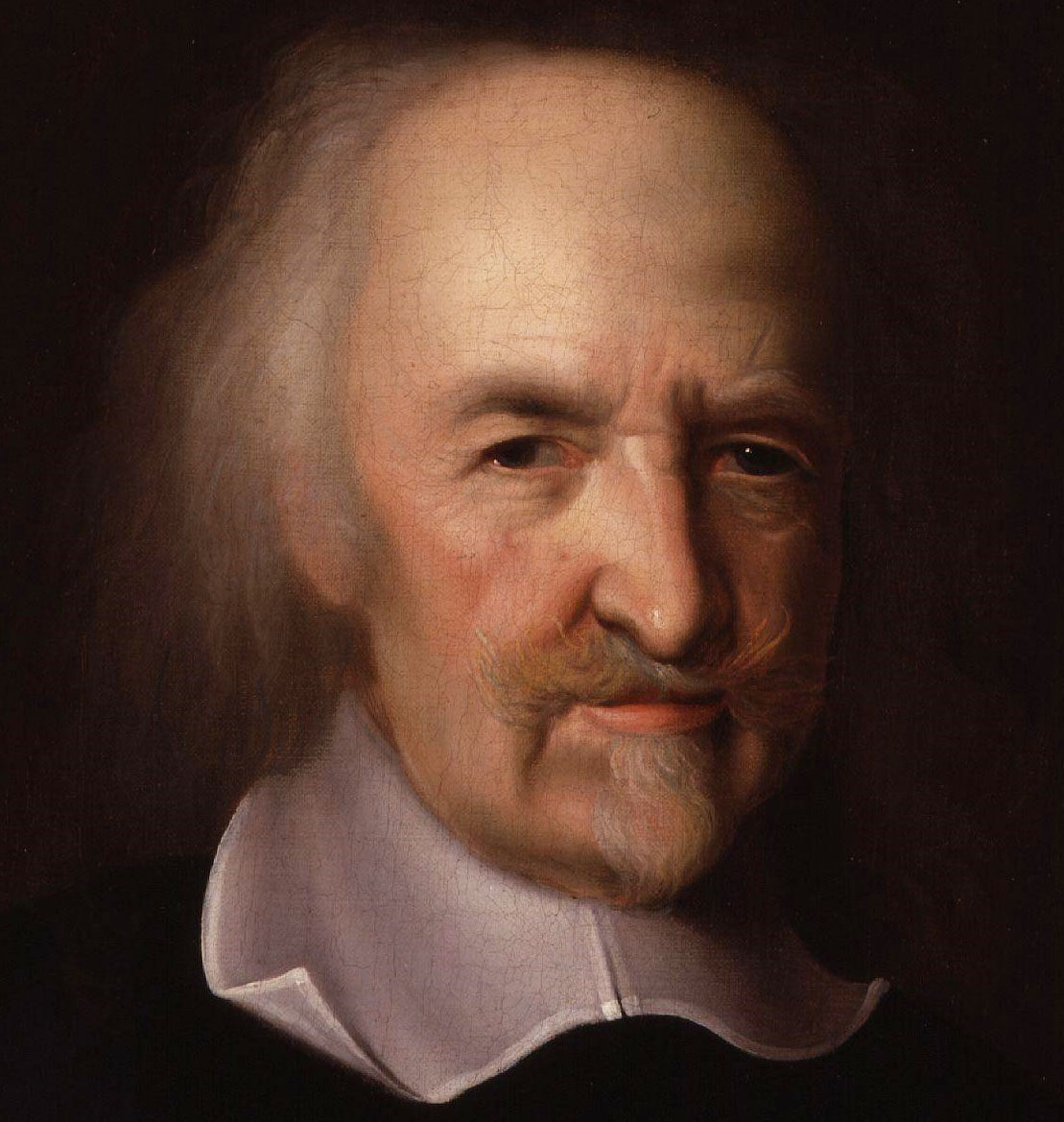
Thomas Hobbes

Thomas Hobbes (1588–1679) war ein englischer Mathematiker, Staatstheoretiker und Philosoph. Er versucht, naturwissenschaftliche Methoden auf die Staatsphilosophie zu übertragen. Dementsprechend ist seine Philosophie dem Methodenkonzept des sogenannten „mos geometricus“ verpflichtet. In der Staatsphilosophie gründet er den Staat (in einer Analogie als „künstlicher Mensch“) auf einen Gesellschaftsvertrag.
Der Staat ist nach Hobbes die einzig mögliche Lösung zur Beendigung des Naturzustands. Im Naturzustand hat jeder Mensch aufgrund seines Naturrechts ein Recht auf alles. Wegen der menschlichen Begierden, die nach Hobbes keine Grenzen kennen, herrscht im Naturzustand ein Krieg aller gegen alle, bellum omnium contra omnes, in dem jeder durch seine Mitmenschen bedroht ist, homo homini lupus est (Der Mensch ist des Menschen Wolf). Der Mensch ist weiter kein „zoon politikon“, wie bei Aristoteles, sondern durch Furcht und Vernunft gekennzeichnet und wird geleitet durch das „Wölfische“ in ihm und nicht durch Nächstenliebe. Er ist prinzipiell egoistisch. Auch die Willensfreiheit leugnet er.
Der Selbsterhaltungstrieb und das Verlangen, ein besseres Leben zu führen, bringen die Menschen dazu, ihr natürliches Recht auf alles aufzugeben und einen Gesellschaftsvertrag abzuschließen. Jeder schließt mit jedem anderen einen Vertrag, in dem er sein Recht, sich selbst zu beherrschen, an einen Dritten abtritt unter der Bedingung, dass dies der andere auch tut. Dieser freiwillige Zusammenschluss führt zu einem absolutistischen Staat. Für den Souverän bevorzugt Hobbes einen Monarchen. Gleichzeitig schließt er unter seinem Souverän nicht andere Staatsformen, z. B. Demokratie oder Oligarchie aus. Mit der „modernen“ Gewaltenteilung hat Hobbes nichts im Sinn, Exekutive, Legislative und Judikative sind in der Person des Souveräns vereinigt.
Ein wichtiger Gegenspieler von Thomas Hobbes war der Graf von Shaftesbury. Seine philosophische Bedeutung als Aufklärer beruht vor allem auf seinen ethischen Überlegungen, mit denen er vor allem darauf abzielte, Thomas Hobbes und den von ihm gelehrten Egoismus zu widerlegen. Mit den Methoden der empirischen Psychologie untersuchte er den Menschen zuerst als Einheit in sich selbst und zweitens in den Beziehungen zu den größeren Einheiten der Gesellschaft und der Menschheit.

### Blaise Pascal

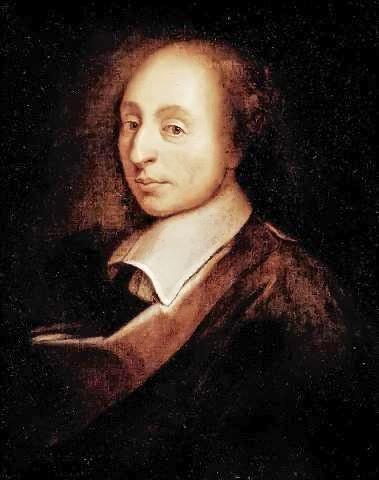
Blaise Pascal

Blaise Pascal (1623–1662) war ein französischer Philosoph, Physiker und Mathematiker. Er widmete sich philosophischen und religiösen Fragen und erlangte Ruhm wegen seiner Angriffe auf die Kasuistik, einer beliebten Methode katholischer Denker, vor allem der Jesuiten. Als Anhänger der Lehre der Jansenisten sprach er in seinen Schriften von einer unendlichen Ferne zwischen Gott und den Menschen und von der Unbeeinflussbarkeit der göttlichen Gnade.
Pascals berühmtestes philosophisches Werk waren die Pensées, eine Sammlung persönlicher Gedanken über menschliches Leiden und den Glauben an Gott; sie sollten als Grundlage und Skizze einer großangelegten Apologie des Christentums, die er noch zu schreiben beabsichtigte, dienen. Hierin findet man die Pascalsche Wette, welche beweisen soll, dass der Glaube an Gott vernünftig ist: „Wenn Gott nicht existiert, verliert man nichts, wenn man an ihn glaubt; wenn Gott aber existiert, verliert man alles, wenn man nicht glaubt.“
Pascal konnte durch seinen frühen Tod die geplante große Apologie nicht fertigstellen. Er hinterließ nur Notizen und Fragmente, rund 1000 Zettel in rund 60 Bündeln, auf deren Grundlage 1670 von jansenistischen Freunden eine Ausgabe unter dem Titel Pensées sur la religion et sur quelques autres sujets („Gedanken über die Religion und über einige andere Themen“) besorgt wurde. Diese Erstausgabe ist verdienstvoll, weil die Herausgeber – ungewöhnlich für die Epoche – ein unfertiges Werk veröffentlichten und es dadurch zugänglich zu machen versuchten. Sie ist aber problematisch insofern, als jene sich nicht am Originaltext orientierten, obwohl er als Autograph, wenn auch nur in Zettelform, erhalten war, sondern eine der beiden Abschriften benutzten, die die Périers kurz nach Pascals Tod von den Zettelbündeln anfertigen ließen. Sie ist noch problematischer dadurch, dass man das erhaltene Textmaterial nach unterschiedlichen Kriterien kürzte und, anders als die benutzte Abschrift, die die Anordnung der Zettel und Bündel weitgehend beibehalten hatte, eine neue eigene, vermeintlich plausiblere Ordnung der Fragmente einführte.

### Baruch de Spinoza

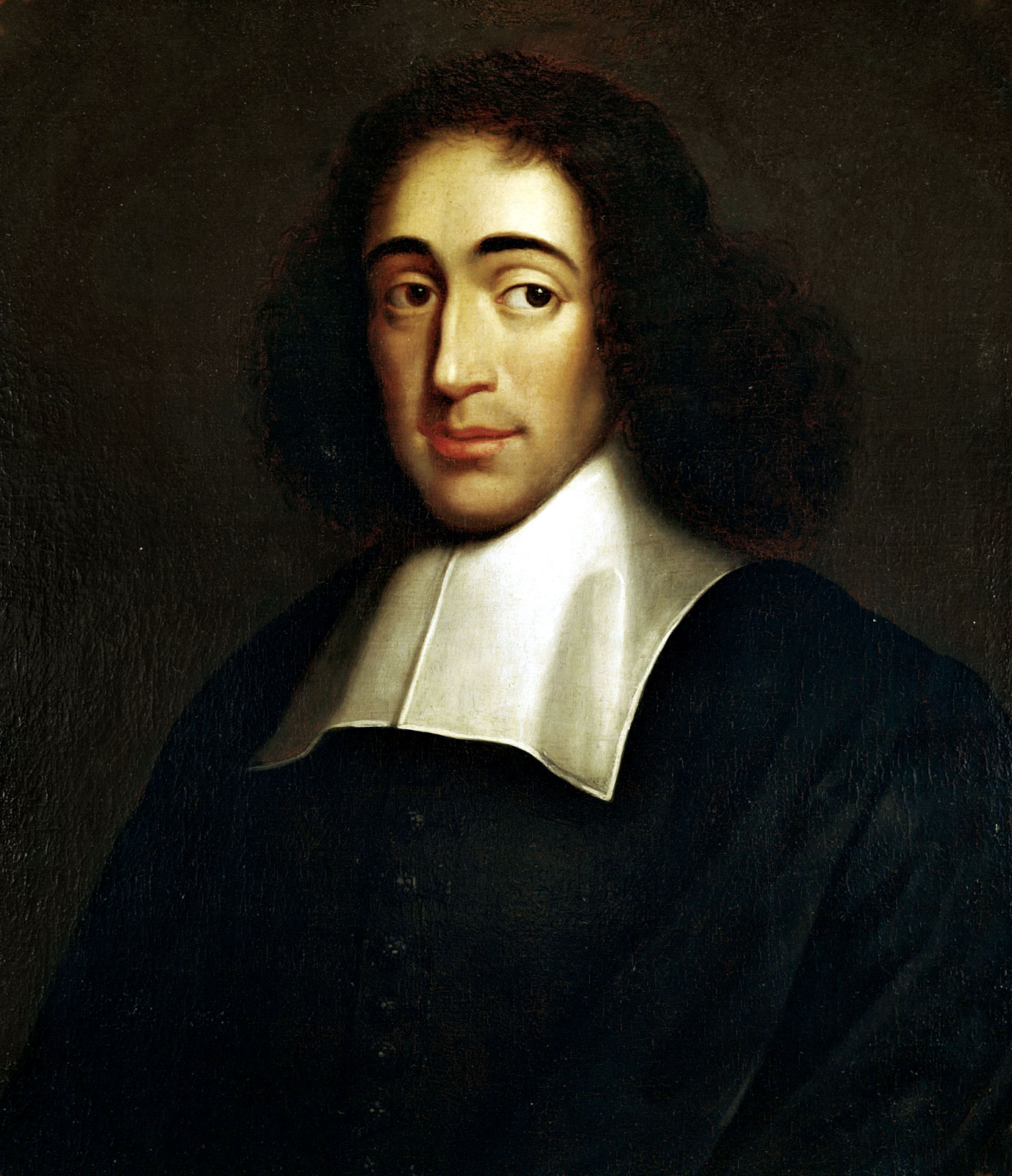
Baruch (de) Spinoza

Baruch de Spinoza (1632–1677) war Rationalist innerhalb der frühmodernen Philosophie. Außerdem war er einer der ersten neuzeitlichen Vertreter des Pantheismus und des nicht-normativen Denkens. Im Gegensatz zu Descartes vertrat er keine dualistische, sondern eine monistische Weltanschauung, indem er in allem ein einziges Ganzes sieht, das er Substanz nennt (s. Neutraler Monismus bzw. Deus sive Natura).
Er vertrat die Ansicht, dass Christentum und Judentum vorübergehende Phänomene seien. Sein Tractatus theologico-politicus wurde 1674 zusammen mit Thomas Hobbes Leviathan von der holländischen Regierung verboten. Ein signifikantes Beispiel für Spinozas Argumentationsstruktur bildet sein Ausspruch „Ignorantia non est argumentum“.
Spinoza nimmt in der Philosophiegeschichte eine Sonderstellung ein. Er gehörte weder einer etablierten philosophischen Schule an, noch begründete er selber eine neue. Er war einer der radikalsten Philosophen der frühen Neuzeit. Seine Ethik ist, wie es der Titel andeutet, nach der Methode von Euklids Elementen in „Grundbegriffen“, „Axiomen“, „Theoremen“, „Demonstrationen“ und „Korollarien“ in der Art eines Geometrielehrbuches abgefasst, wodurch sie den Anschein unumstößlicher Gewissheit erweckt.

### Samuel von Pufendorf
Samuel von Pufendorf (1632–1694) war ein deutscher Naturrechtsphilosoph, Historiker sowie Natur- und Völkerrechtslehrer am Beginn des Zeitalters der Aufklärung. Pufendorf veröffentlicht 1672 sein Hauptwerk, die „Acht Bücher über das Recht der Natur und der Völker“ (De iure naturae et gentium). Es ist das erste umfassende System des Naturrechts in der Geschichte. Pufendorf orientiert sich stark am philosophischen Rationalismus von Descartes und Spinoza und er überträgt deren Prinzipienstrenge auf Ethik und Politik.
Mit seiner Rechtsauffassung eines säkularen Naturrechts (Vernunftrechts) und der Befürwortung eines einheitlichen Völkerrechts nahm Pufendorf maßgeblichen Einfluss auf die deutsche, aber auch europäische Rechts- und Staatsphilosophie im 18. und 19. Jahrhundert und wurde zu einem der Wegbereiter der Aufklärung. Jedoch stimmte für ihn das Naturrecht „mit der christlichen Offenbarung überein, da beide ihren Ursprung in Gott haben. Unter calvinistischen Herrschern bewährte sich Pufendorf als treuer Lutheraner. Er war noch kein Aufklärer. Sein Rationalismus bejahte eine ‚praktische, von Erfahrung geleitete Sozialvernunft‘, die unter Betonung der natürlichen Gleichheit der Menschen den Gedanken der Humanität und der Menschenrechte den Weg bereitete“.

### Okkasionalismus

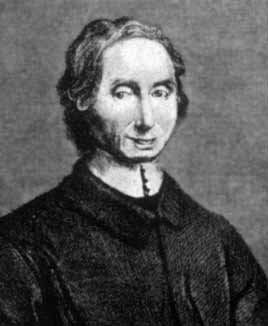
Nicolas Malebranche, wichtigster Okkasionalist

Der Okkasionalismus oder Occasionalismus ist als Lehre von den Gelegenheitsursachen (aus lateinisch occasio, Gelegenheit, Anlass) eine dualistische Antwort auf das Leib-Seele-Problem, die insbesondere im 17. Jahrhundert vertreten wurde, heute aber praktisch keine Anhänger mehr hat.
Die zentralen Thesen des Okkasionalismus lauten:
1. Körper und Geist haben keinen kausalen Einfluss aufeinander.
2. Zwischen körperlichen und geistigen Zuständen vermittelt Gott.

Der Okkasionalismus, dessen Hauptvertreter Nicolas Malebranche (1638–1715) war, besagt, dass mentale Zustände einer Person immateriell sind und daher keinen Einfluss auf die materielle Welt haben können. Jede Interaktion zwischen körperlicher und geistiger Sphäre ist nach dieser Auffassung nur scheinbar gegeben; etwa, wenn Personen essen (körperlich), wenn sie Hunger verspüren (geistig) oder flüchten (körperlich), wenn sie sich vor etwas fürchten (geistig). Statt einer direkten Kausalität nehmen Okkasionalisten an, dass vielmehr Gott den geistigen Zustand registriert und daraufhin eine körperliche Handlung folgen lässt.

### Gottfried Wilhelm Leibniz

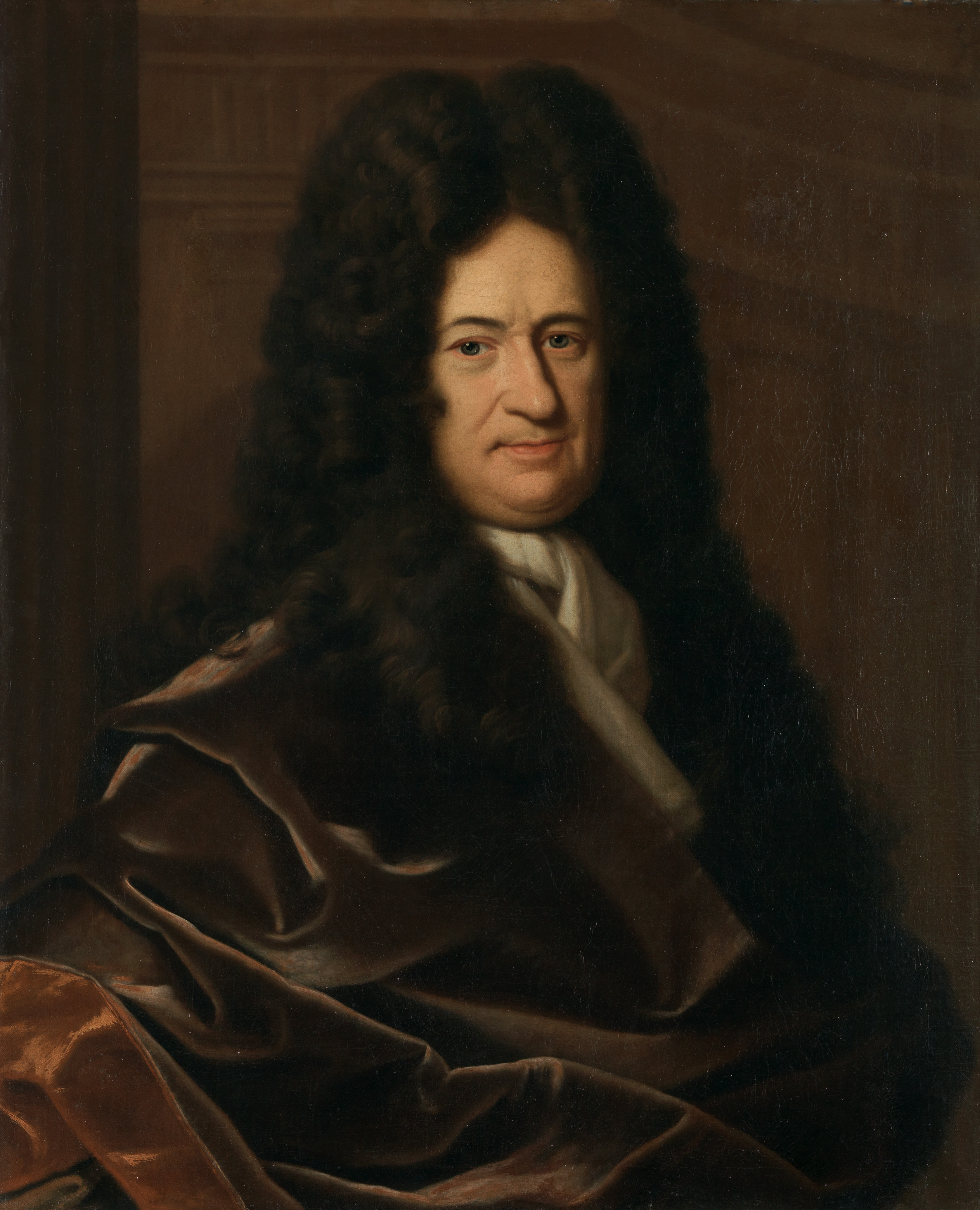
Gottfried Wilhelm Leibniz,
Porträt von Christoph Bernhard Francke, um 1700; Herzog Anton Ulrich-Museum, Braunschweig

Gottfried Wilhelm Leibniz (1646–1716) war Wissenschaftler, Mathematiker, Diplomat, Rechtsgelehrter, Physiker, Historiker, Bibliothekar und Doktor des weltlichen und des Kirchenrechts. Er gilt als der universale Geist des 17. Jahrhunderts. Leibniz zählt zu den Frühaufklärern, die den Grundstein für die Bewegung der Aufklärung gelegt haben.
Harmonie ist ein prägender Begriff von Leibniz´ Philosophie. Er beschreibt Harmonie als Summe von unendlich vielen unendlich kleinen Krafteinheiten, den sogenannten Monaden. Diese sind die Urbestandteile der Weltsubstanz. Durch Gott vereint, halten sie die Welt zusammen. Weiter behauptete Leibniz, Monaden seien Individuen, es gäbe keine zwei gleiche Monaden, und jede Monade habe ein Bewusstsein. Weiter behauptete er, jede Monade sei abgeschottet von außen und habe keinerlei Wechselwirkung mit anderen Monaden. Es gibt nur die Monaden und ihre Vorstellungen, sonst nichts. Die Monaden haben aufeinander keinerlei Wirkung. Jede existiert für sich und aus sich. Gott hat zu Beginn der Welt die Monaden, die aus der Urmonade Gott hervorgegangen sind, so geschaffen, dass sie, wenn jede einzelne nur ihren eigenen Gesetzen folgt, sie alle so zusammenwirken, als ob sie eine Wirkung aufeinander hätten. Die Harmonie war also von vornherein festgelegt. Er kennzeichnet diesen Zustand mit dem Begriff der „prästabilierten Harmonie“. Damit löst er das Problem der Verbindung von Körper und Seele.
Leibniz ging davon aus, dass Gott alles aus dem Nichts geschaffen hat und alles was Gott geschaffen hat, gut ist. Da Gott allmächtig, allwissend und allgütig sei, könne dies gar nicht anders sein. Daraus ergibt sich die Schlussfolgerung, dass überall eine wunderbare Ordnung zu finden ist.

### Christian Wolff
Christian Wolff (1679–1754) war ein bedeutender deutscher Universalgelehrter, Philosoph, Jurist und Mathematiker. Er gehörte zu den bedeutendsten Vertretern des Naturrechts. Die deutsche Philosophie verdankt ihm vor allem ihre terminologische Grundlegung; viele von ihm definierten Begriffe wie „Bedeutung“, „Aufmerksamkeit“ oder „an sich“ wurden später in die Alltagssprache übernommen. Wolff systematisierte zentrale Teile der Philosophie von Gottfried Wilhelm Leibniz und prägte das System des Rationalismus.
Wolffs Philosophie ist eine systematische Ausprägung des Rationalismus, die sich aus verschiedenen Quellen, Leibniz, Descartes, der Scholastik Thomas von Aquins und Francisco Suarez', speist. Wolff wurde lange vorrangig die „Systematisierung“ der Philosophie von Gottfried Wilhelm Leibniz zugeschrieben, wobei jedoch Differenzen zwischen Wolff und Leibniz, etwa in der Monadologie, nicht übersehen werden dürfen, die schon von Wolff selbst betont und durch neuere Forschungen verstärkt herausgearbeitet wurden. Die von Wolff und seinen Anhängern propagierte mathematische Lehrart zielte auf eine strenge Systematik beim Verfassen eines Textes. Im günstigsten Falle sollte also jeder einzelne Gedanke mit einer entsprechenden explizit definierten Satzkategorie erscheinen. Mit dieser auch als „demonstrativisch“ bezeichneten Methode sollte eine optimale Nachvollziehbarkeit des Gedankengangs erreicht werden.

## Empirismus
Der Empirismus ist eine erkenntnistheoretische Richtung, die alle Erkenntnis aus Sinneserfahrungen ableitet.
Der Empirismus steht im Gegensatz zum Rationalismus, der die Vernunft als für den Erkenntnisprozess wesentlich hervorhebt. Der Empirismus hingegen legt das Schwergewicht auf die Erfahrung und sinnliche Wahrnehmung. Unabhängig von seinem philosophischen Wahrheitsgehalt hat der Empirismus als Grundlage wissenschaftlicher Arbeit eine große Bedeutung bis in die Gegenwart. Neben der Abduktion bildet die Induktion als typische Schlussweise des Empirismus das Fundament wissenschaftlicher Theoriebildung. Als logischer Empirismus oder Positivismus floss der Empirismus auch in moderne Strömungen der Philosophie ein.
Er stand im Gegensatz zu den Konzepten der britischen Empiristen John Locke und David Hume, die der Meinung waren, dass die Sinne grundlegende Erkenntnis lieferten. Zudem standen sie den Skeptikern entgegen, die das Erlangen sicherer Erkenntnis für unmöglich hielten.

### John Locke

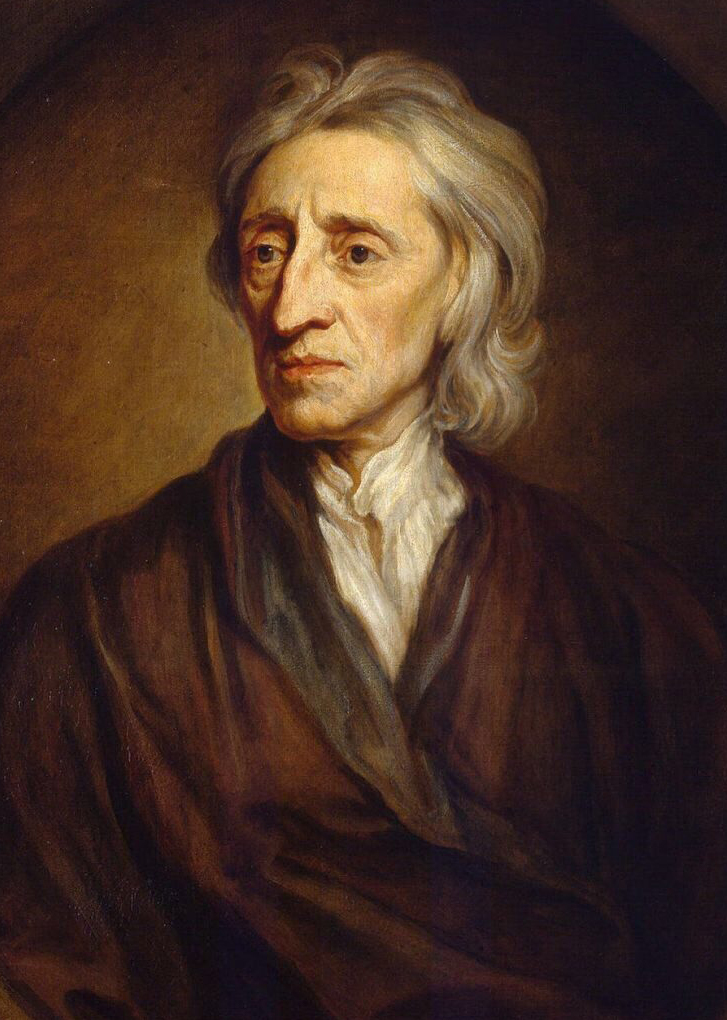
John Locke

John Locke (1632–1704) war einer der Hauptvertreter des Empirismus, Vater der modernen Erkenntniskritik und Begründer des materialistischen Sensualismus. Er war ein Vorläufer der Quantitätstheorie und vertrat den Naturrechtsgedanken. Er verwarf die Vorstellung von angeborenen Ideen und bezeichnete das anfängliche Bewusstsein als leer wie ein unbeschriebenes Blatt (tabula rasa), das erst durch Erfahrung gleichsam gefüllt wird.
Er erklärt in seinem politischen Hauptwerk „Two Treatises of Government“ (Zwei Abhandlungen über die Regierung) Freiheit, Gleichheit und Unverletzlichkeit von Person und Eigentum zu den höchsten Rechtsgütern. Das Eigentum rechtfertige sich aus dem Selbsterhaltungsrecht. Dabei ist das Eigentum bei Locke zunächst durch den persönlichen Gebrauch begrenzt: Man darf der Natur nicht mehr entnehmen, als man selbst verbrauchen kann.
Locke entwickelt die von Thomas Hobbes aufgebrachte Theorie vom Gesellschaftsvertrag weiter, wonach die Beziehung zwischen Volk und Regierung als Volksverhältnis einer freien bürgerlichen Eigentümergesellschaft interpretiert wird. Dabei weitet er das Widerstandsrecht gegen die Regierung erheblich aus. Wie auch Hobbes ging er von einer Art Naturzustand aus, aber im Gegensatz zu Hobbes war er nicht der Ansicht, dass der Mensch von Grund auf schlecht sei, sondern dass er es erst mit der Einführung des Geldes würde.

### George Berkeley

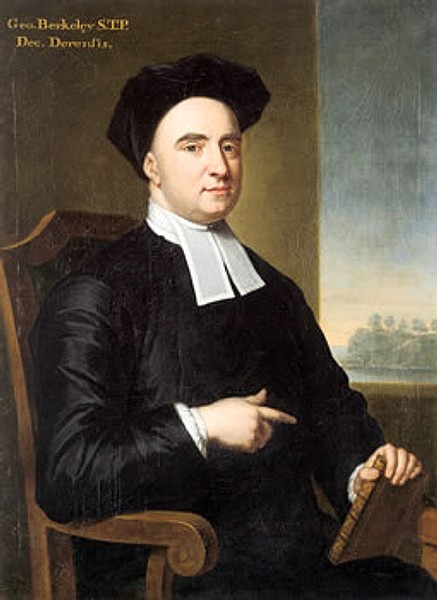
George Berkeley

George Berkeley (1685–1753) war ein irischer Theologe, Empirist und Philosoph der Aufklärung. Berkeleys wichtigster Beitrag zur Philosophie, insbesondere der Erkenntnistheorie, ist sein radikaler subjektiver Idealismus. Berkeleys Grundgedanke kommt im Satz esse est percipi, oder esse est percipi (vel percipere) („Sein heißt Wahrgenommenwerden [oder Wahrnehmen]“) zum Ausdruck. Danach ist das Sein einer Sache gleichbedeutend mit ihrem Wahrgenommenwerden. Für Berkeley sind nur Wahrnehmungen und wahrnehmende Subjekte existent. Eine von der menschlichen Wahrnehmung unabhängige für sich bestehende Außenwelt hält er für einen Widerspruch in sich, weil diese weder erkennbar, noch aufweisbar oder qualitativ beschreibbar ist. Solche „leeren“ Begriffe haben nach Berkeley in der Philosophie nichts zu suchen. Dies gilt auch für die Begriffe „absoluter Raum“ und „absolute Zeit“ in der Naturwissenschaft Isaac Newtons.
Da Berkeley unterstellte, dass die Welt nichts anderes als ein Phänomen des menschlichen Bewusstseins ist, ist eine Konsequenz seiner Überlegungen, dass die Welt abhängig ist von ihrem Beobachter. Die Ideen, an denen wir dank unserer Seele teilhaben, sind nach seiner Auffassung auf den göttlichen Geist zurückzuführen.
George Berkeley veröffentlichte 1710 – im Anschluss an den „Versuch über eine neue Theorie des Sehens“ (1709) – mit 25 Jahren seine zweite philosophische Schrift „Eine Abhandlung über die Prinzipien der menschlichen Erkenntnis“. In dieser Schrift erläuterte er die beiden Grundprinzipien seines sensualistischen Ansatzes: „Es gibt etwas, das wahrgenommen wird.“ (esse est percipi) und „Es gibt etwas, das wahrnimmt.“ (esse est percipere). Ferner beschrieb er im Hinblick auf die noch gesellschaftsweit vorherrschende aristotelisch-scholastische Philosophie seine Schlussfolgerungen aus diesen Prinzipien und kritisierte Locke, dessen Philosophie am Trinity College den Lehrkanon dominierte. Menschliche Vorstellungen ('ideas') entstehen ausschließlich durch sinnliches Wahrnehmen (ein Grundprinzip). Das, was wahrnimmt – das andere Grundprinzip –, nannte er der zeitgemäßen philosophischen Sprechweise folgend „Subjekt“, „Verstand“, „Geist“, „Seele“ und mit einem moderneren Ausdruck „ich selber“.

### Francis Hutcheson
Francis Hutcheson (1694–1746) war ein Philosoph der (schottischen) Aufklärung und ein (vor-)klassischer Ökonom. In Irland geboren stammt er aus einer (Ulster-)schottischen presbyterianischen Familie.
Die Arbeiten des frühen Aufklärers beschäftigen sich mit Ethik und Ökonomie. Er kann zur vorklassischen Ökonomie gezählt werden.
Wesentlich einflussreicher war er als Philosoph der Ethik, als Logiker und Erkenntnistheoretiker. Seine Ethik wurde vorbereitet in der Schrift Inquiry into the Origin of Our Ideas of Beauty and Virtue (1725) und weitergeführt in An Essay on the Nature and Conduct of the Passions and Affections, with Illustrations upon the Moral Sense (1728). Sein Hauptwerk ist das 1755 postum erschienene System of Moral Philosophy.
Ähnlich wie Shaftesbury wandte sich auch Hutcheson gegen den psychologischen Egoismus, auf den Thomas Hobbes sich gestützt hatte. Er meinte vielmehr, vorherrschend seien Gefühle großzügiger Wohltätigkeit und das Mitgefühl. Eine im moralischen Sinne gute Handlung sei diejenige, die von dem Wunsch nach Nächstenliebe motiviert sei; ja, je größer der Einflussbereich der Handlung (die Wohlfahrt der Menschheit), desto höher sei sie einzustufen. Mit dem Ausdruck „größte Beglückung für die größte Anzahl“ [von Menschen] nahm er einen Kernpunkt des Utilitarismus des englischen Philosophen Jeremy Bentham vorweg.

### David Hume

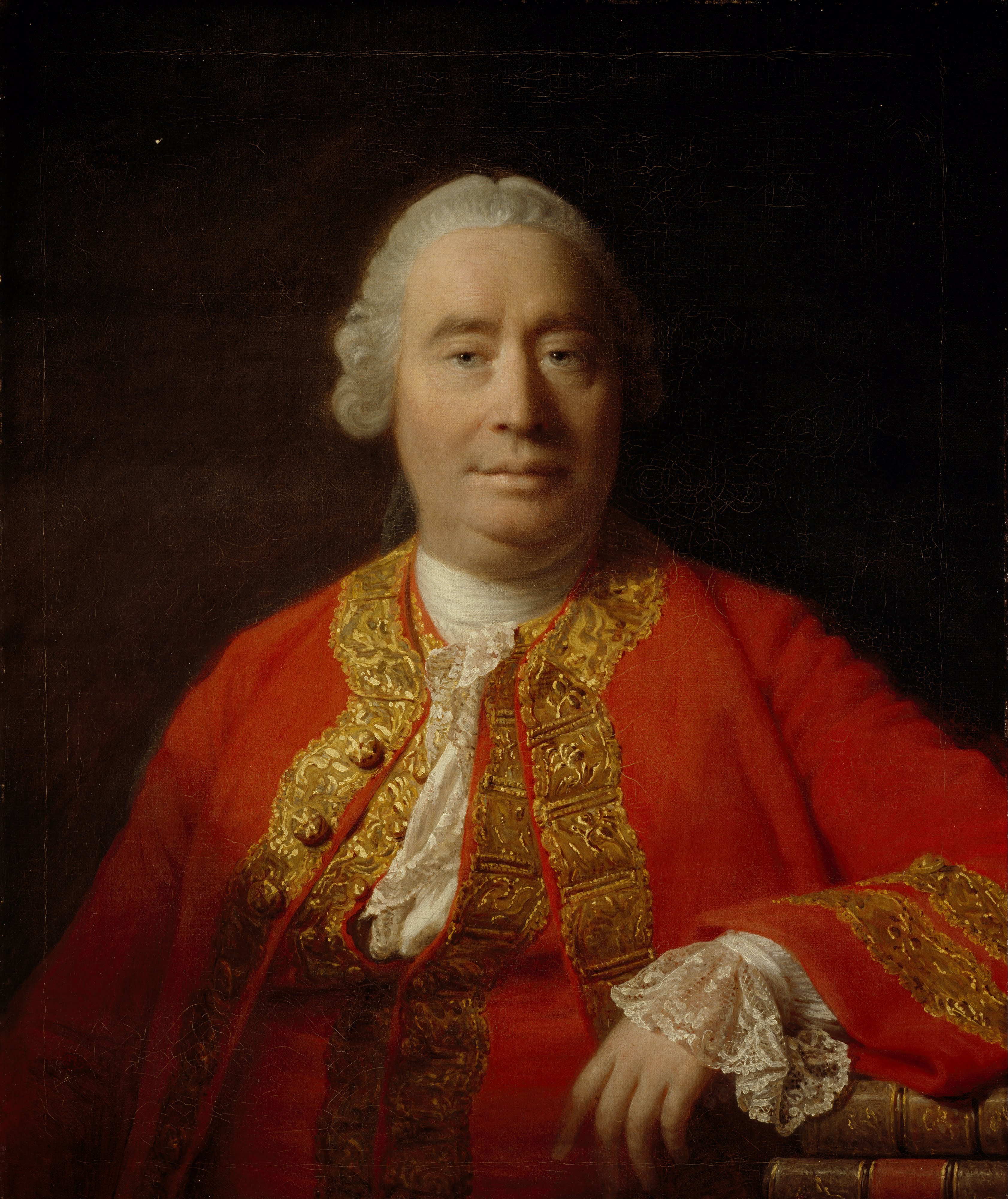
David Hume (1766)
Porträt von Allan Ramsay

David Hume (1711–1776) war ein schottischer Philosoph, Ökonom und Historiker. In Anlehnung an John Locke und George Berkeley betrachtete er das Sein der Dinge als eine substanzlose Abfolge von Phänomenen im Bewusstsein, dem – im Gegensatz zu Berkeley – aber keine von den Vorstellungen losgelöste Wirklichkeit zukommt. Auch die Seele oder das Ich sind ohne Substanz, sondern ein Bündel von wechselnden und damit unbeständigen Vorstellungen und Gefühlen. In der Metaethik ist das nach ihm benannte Gesetz bekannt, wonach man aus Beschreibungen der Welt („Sein“) keine moralischen Forderungen („Sollen“) beweisen kann.
Hume stellte den Menschen in den Mittelpunkt seines Philosophierens. Er ging davon aus, dass die Menschen zum Handeln und Denken geboren sind. Deshalb entwickelte er mit seiner Philosophie einen Rahmen von Basisannahmen, die Erläuterungen und Anleitungen zum menschlichen Handeln und Denken gaben. Diese Basisannahmen nannte er 'principles'. Es handelt sich hier um Regeln, bzw. regelhafte Abläufe, die für Hume nicht dem Menschen als ewige Gesetze vorgegeben, sondern von einem Menschen für andere Menschen gefunden worden waren. Die Ergebnisse seiner Philosophie – so stellte Hume es sich vor – sollten gesellschaftsverbessernd wirken und die Wissenschaften grundlegend verändern.
Aus seinen 'principles' des 'human understanding' folgerte er, dass menschliches Wissen von kultureller Gewohnheit (custom) bestimmt werde. Der Terminus 'human understanding' bezeichnete daher die 'Interpretation der Welt durch Menschen' und nicht 'den menschlichen Verstand', wie es die Tradition der deutschen Übersetzungen unterstellt. 'Verstand', 'Vernunft', 'Wille' und weitere metaphysische Termini wurden von ihm durch beobachtbare Tätigkeiten bzw. Prozesse ersetzt. Die Grundlagen für seine neue Philosophie fand Hume durch Hinsehen auf Anatomie bzw. Physiologie, menschliches Verhalten und eigenes Denken. Seine Überlegungen und Schlussfolgerungen (reasonings) daraus waren die Inhalte seines Philosophierens.

### Adam Smith
Adam Smith (1723–1790), war ein schottischer Moralphilosoph und Aufklärer und gilt als Begründer der klassischen Nationalökonomie. Smiths Wirkung in der Ökonomie war erstaunlich. Seine Themen waren die Arbeit bzw. die Rolle der Arbeitsteilung und des freien Marktes, Fragen der Verteilung, des Außenhandels und die die damit zusammenhängende Staatstheorie.
Smiths Vorlesungen in Moralphilosophie bildeten 1759 die Grundlage für die Veröffentlichung seines philosophischen Hauptwerkes Die Theorie der ethischen Gefühle. Darin bezeichnet er die Sympathie für die Mitmenschen als Grundlage der Moral und als Triebfeder der menschlichen Arbeit.
1776 erschien die erste Ausgabe seines berühmten ökonomischen Hauptwerks Wohlstand der Nationen – Eine Untersuchung seiner Natur und seiner Ursachen (Originaltitel: An Inquiry into the Nature and Causes of the Wealth of Nations), an dem er seit seiner Frankreichreise gearbeitet hatte. Das Erscheinen dieses Buches wird als Geburtsstunde der englischen Nationalökonomie angesehen, da die vor Smith publizierten ökonomischen Schriften nicht als wissenschaftlich galten, weil sie aus der Perspektive des Staates (kameralistisch) oder bestimmter Wirtschaftsteilnehmer (z. B. Handbücher für Kaufleute) geschrieben waren. Zwischen den beiden Werken wird von einigen Ökonomen ein Widerspruch gesehen, der als Adam-Smith-Problem in der ökonomischen Fachliteratur thematisiert wird.

### Jeremy Bentham
Bentham gilt als Begründer des klassischen Utilitarismus. Er war einer der wichtigsten Sozialreformer Englands im 19. Jahrhundert und ein Vordenker des modernen Wohlfahrtsstaats. Er forderte allgemeine Wahlen, das Frauenstimmrecht, die Abschaffung der Todesstrafe, Tierrechte, die Legalisierung jeglicher sexuellen Präferenz (Homosexualität, Päderastie, Sodomie) und die Pressefreiheit. Er gilt als Vordenker des Feminismus, als Vorkämpfer der Demokratie, des Liberalismus und des Rechtsstaats. Bentham ist aber auch bekannt für seine scharfe Kritik an der französischen Menschenrechtserklärung und sein Eintreten für Wucherzinsen. Auch lieferte er Argumente für einen legitimen Einsatz der Folter und entwickelte mit dem Panoptikum ein Modell-Gefängnis, das Michel Foucault als Symbol für die Überwachungs- und Herrschaftsstrukturen der modernen Zivilgesellschaft wählte.
Das größte Glück der größten Zahl (greatest-happiness-principle) ist das Leitprinzip von Benthams utilitaristischer Ethik. Eine Handlung bewertet sich demnach allein nach ihren sozialen Folgen: sie ist moralisch richtig, wenn sie der Allgemeinheit (bzw. der größten Zahl) nützt; sie erweist sich als moralisch falsch, wenn sie der Allgemeinheit schadet. In diesem Sinn ist die utilitaristische Ethik konsequentialistisch; d. h. innere Beweggründe spielen für die Bewertung einer Handlung keine selbstständige Rolle. Das Prinzip des größten Glücks der größten Zahl beinhaltet die Forderung nach Gleichberechtigung, verstanden als gleiche Berücksichtigung des Glücks bei der Bewertung der Handlungsfolgen.

## Aufklärung in Frankreich
Die Aufklärung ist eine rationalistische Emanzipationsbewegung des Bürgertums. Grundlage dafür sind die Erkenntnisse des Humanismus, der Reformation und der rationalistischen Philosophie. Dabei wird die Vernunft zur Grundlage aller Erkenntnisse und zum Maßstab allen menschlichen Handelns. Die Aufklärung übt starke Kritik am Gottesgnadentum und der Alleinherrschaft des Monarchen. Sie fordert die Menschenrechte ein und bezieht eine Gegenposition gegenüber der christlichen Kirche. Aufklärer fordern die Wiederherstellung unverformter natürlicher Lebensweisen, die Gewaltenteilung und Mitspracherechte insbesondere für das Bürgertum. Ein so genannter Gesellschaftsvertrag und Verfassungen sollen diese Rechte absichern.

### Montesquieu
Charles-Louis de Secondat, Baron de La Brède de Montesquieu, bekannt unter dem Namen Montesquieu (1689–1755), war ein französischer Schriftsteller, Philosoph und Staatstheoretiker der Aufklärung. Er gilt als Vorläufer der Soziologie, bedeutender politischer Philosoph und Mitbegründer der modernen Geschichtswissenschaft.
Obwohl der gemäßigte Vordenker der Aufklärung für seine Zeitgenossen auch ein erfolgreicher belletristischer Autor war, ist er vor allem als geschichtsphilosophischer und staatstheoretischer Denker in die Geistesgeschichte eingegangen und beeinflusst noch heute aktuelle Debatten.
Das Prinzip der Gewaltenteilung fand seinen ersten Niederschlag 1755 in der Verfassung der kurzlebigen Republik Korsika unter Pascal Paoli, die schon 1769 unterging, nachdem Frankreich die Insel von Genua gekauft und militärisch unterworfen hatte. Bis heute andauernd kam es dagegen in der Verfassung der Vereinigten Staaten von Amerika zum Tragen, die im Jahr 1787 in Kraft trat, nicht aber in der französischen Verfassung von 1791. Heute ist die Gewaltenteilung zumindest im Grundsatz in allen demokratischen Staaten verwirklicht.

### Voltaire

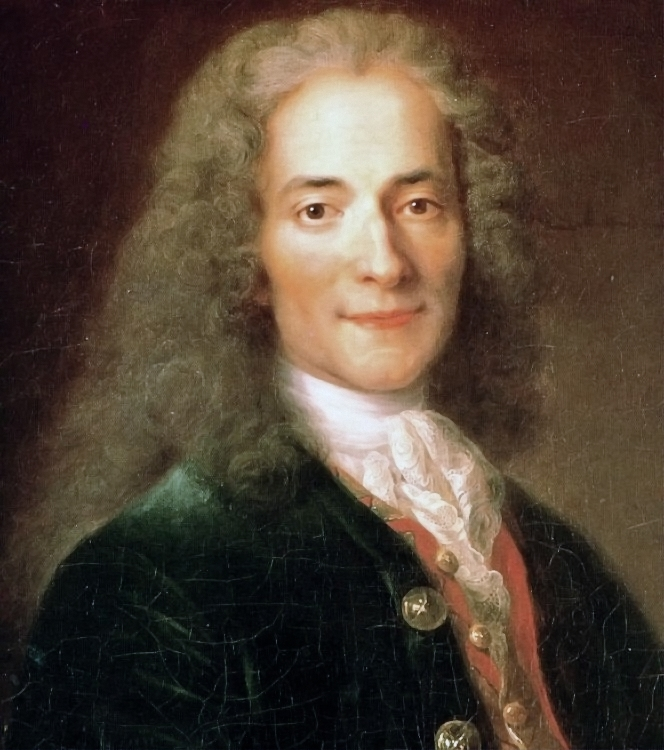
François-Marie Arouet (Voltaire),
Porträt von Nicolas de Largillière
(nach 1724/1725 entstanden)

Voltaire (1694–1778) war ein französischer Philosoph und Schriftsteller. Er ist einer der meistgelesenen und einflussreichsten Autoren der französischen und europäischen Aufklärung.
In Frankreich nennt man das 18. Jahrhundert auch „das Jahrhundert Voltaires“ (le siècle de Voltaire). Als Lyriker, Dramatiker und Epiker schrieb er in erster Linie für ein Publikum gebildeter Franzosen, als Erzähler und Philosoph für die gesamte europäische Oberschicht im Zeitalter der Aufklärung, deren Mitglieder für gewöhnlich die französische Sprache beherrschten und französische Werke zum Teil im Original lasen. Viele seiner Werke erlebten in rascher Folge mehrere Auflagen und wurden häufig auch umgehend in andere europäische Sprachen übersetzt. Voltaire verfügte über hervorragende Kenntnisse der englischen und der italienischen Sprache und veröffentlichte darin auch einige Texte. Er verbrachte einen beträchtlichen Teil seines Lebens außerhalb Frankreichs und kannte die Niederlande, England, Deutschland und die Schweiz aus eigener Erfahrung.
Mit seiner Kritik an den Missständen des Absolutismus und der Feudalherrschaft sowie am weltanschaulichen Monopol der katholischen Kirche war Voltaire ein Vordenker der Aufklärung und ein wichtiger Wegbereiter der Französischen Revolution. In der Darstellung und Verteidigung dessen, was er für richtig hielt, zeigte er ein umfangreiches Wissen und Einfühlungsvermögen in die Vorstellungen seiner zeitgenössischen Leser. Sein präziser und allgemein verständlicher Stil, sein oft sarkastischer Witz und seine Kunst der Ironie gelten oft als unübertroffen.

### Denis Diderot

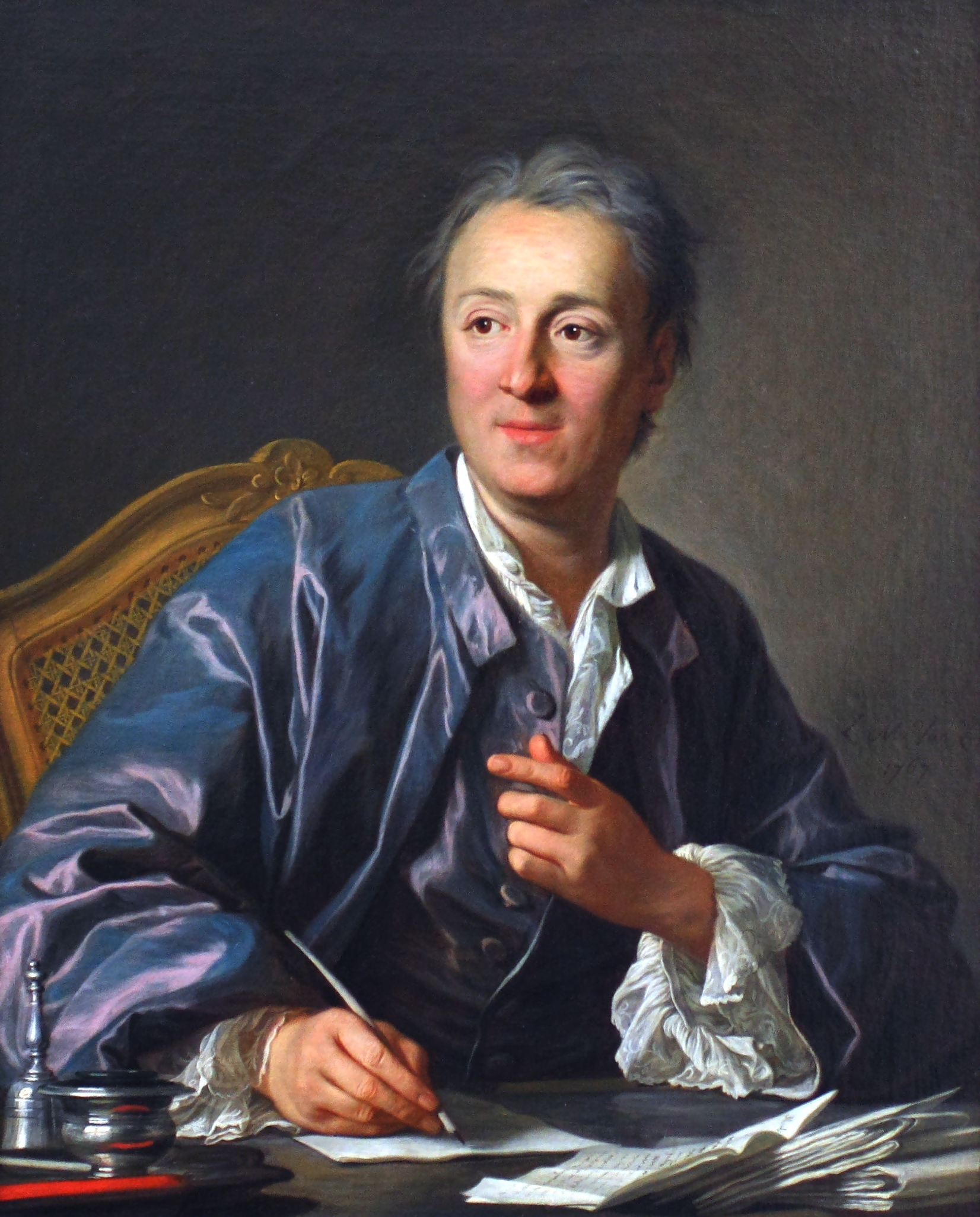
Denis Diderot, Gemälde von Louis-Michel van Loo, 1767. Darunter die Unterschrift von Denis Diderot

Denis Diderot (1713–1784) war ein französischer Schriftsteller, Übersetzer, Philosoph, Aufklärer, Literatur- und Kunsttheoretiker, Kunstagent für die russische Zarin Katharina II. und einer der wichtigsten Organisatoren und Autoren der Encyclopédie.
Zusammen mit Jean-Baptiste le Rond d’Alembert war er Herausgeber der großen französischen Encyclopédie, zu der er selbst als Enzyklopädist etwa 6000 von insgesamt 72.000 Artikeln beitrug. Als Autor von Bühnenwerken hatte er großen Anteil am Entstehen des bürgerlichen Dramas. Seine Romane und Erzählungen – zumeist postum erschienen wie La Religieuse, Jacques le fataliste oder Le Neveu de Rameau – leisteten in verschiedener Weise ihren Beitrag zu den großen Themen der Zeit der (französischen) Aufklärung, so zu den Fragen der Selbstbestimmung des Menschen, des Leib-Seele-Problems und des Gegensatzes von Determinismus und Willensfreiheit sowie zur Kritik an der Religion.
In seinen Werken wird eine deutliche Entwicklung von einer theistischen über eine deistische zu einer atheistischen Haltung erkennbar. Doch gibt es auch Hinweise darauf, dass seine materialistischen und atheistischen Vorstellungen schon in den frühen Werken, so z. B. in den Pensées philosophiques (1746), kenntlich werden. Nachgerade lässt sich Diderots Einstellung die sich auf die Erfahrung individueller Sinneseindrücke oder Wahrnehmungen bezieht, in die Kategorie des Begriffs Sensualismus einordnen.
Diderot trat in seinen Spätwerken für die Popularisierung des Geistes der Aufklärung, des Atheismus und gegen den aus seiner Sicht verbreiteten Aberglauben und Bigotterie ein. Diderot und seine Mitstreiter, die philosophes, überließen in ihren Werken nicht mehr den religiösen Institutionen und verschiedensten Agenturen die alleinige Deutungs- und Interpretationshoheit über die Welt und die Wissenschaften. Somit gab es für den Glauben an übernatürliche und irrationale Kräfte im unter aufklärerischen Einfluss stehenden Europa sowie in Nord- und Südamerika weniger Raum.

### Jean-Jacques Rousseau

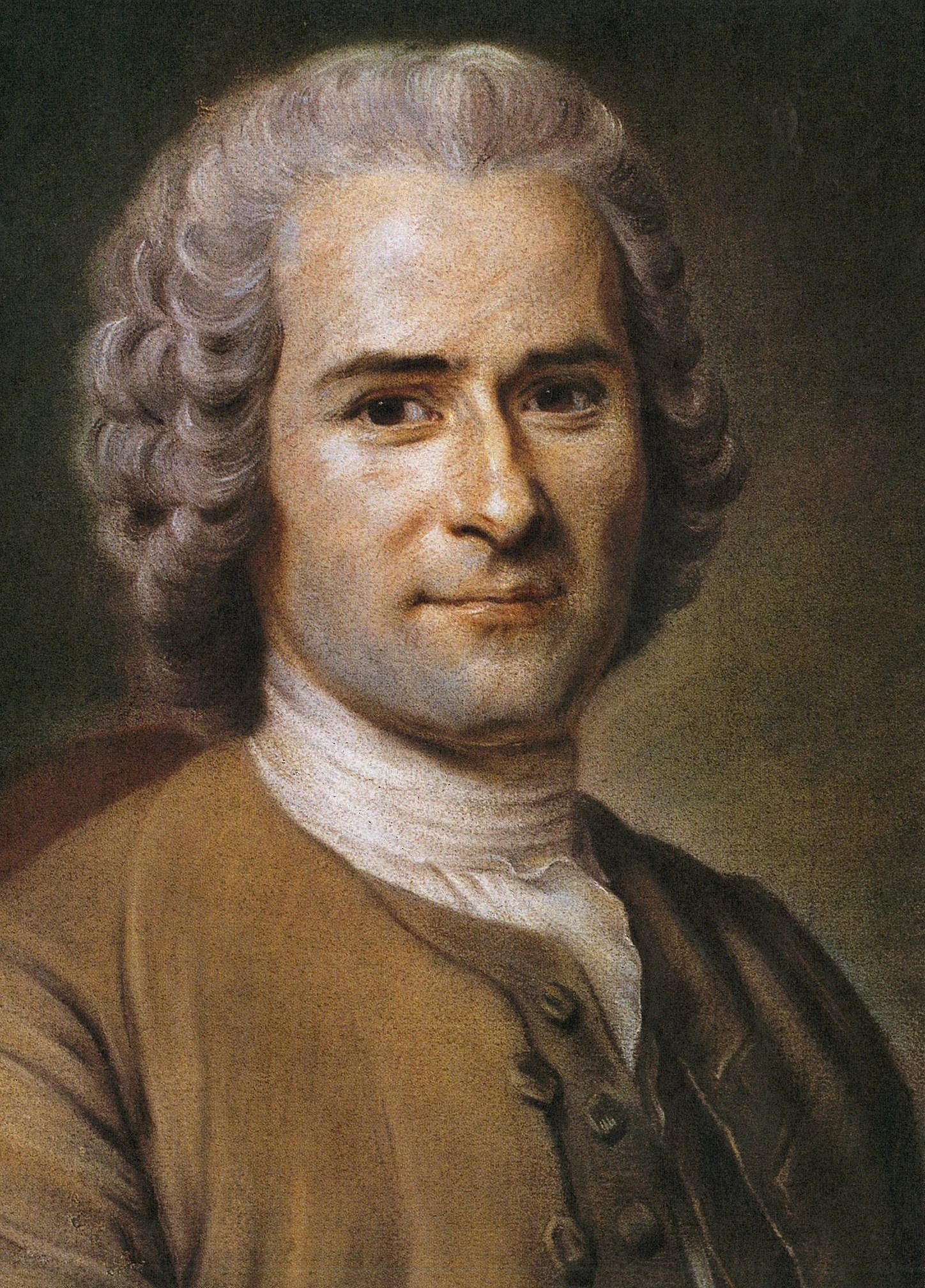
Rousseau

Jean-Jacques Rousseau (1712–1778) war ein französischer Schriftsteller, Philosoph und Staatstheoretiker. Er macht die Gesellschaft seiner Zeit dafür verantwortlich, dass der Menschheit die natürlichen Stärken verloren gingen. Sie dient einzig dem Zweck, Eigentum und Macht der Besitzenden zu sichern. Das Eigentum führt jedoch zu Ungleichheit und Unfreiheit. Er fordert, dass den Menschen die „Ungewissheit, die Unschuld und die Armut“ zurückgegeben werden solle, damit sie von den Übeln des zivilisatorischen und wissenschaftlichen Fortschritts erlöst sei.
Im Unterschied zu vielen anderen zeitgenössischen Schriftstellern appelliert Rousseau nicht an die Vernunft. Vielmehr will er die Menschen dazu bringen, wieder ihrem Instinkt zu vertrauen. Alle Übel, die man in der Welt findet, sind auf Handlungen zurückzuführen, die von der naturwidrigen moralischen Reflexion beeinflusst wurden.
Rousseau stellt sich die grundlegende Frage, wie ein von Natur aus freies Individuum seine Bedürfnisse befriedigen kann, ohne zugleich die Grundlage des Zusammenlebens durch sein blind-egoistisches Verhalten zu zerstören. Dieses Paradox löst er durch die gedankliche Konstruktion eines a priori vorhandenen gemeinsamen Willens des Volkes auf: Die „volonté générale“ richte sich am allgemeinen Wohl aus, nicht an dem des Einzelmenschen. In einem Urgesellschaftsvetrag treten die Individuen ihre natürliche Freiheit an ein religiös überhöhtes Staatswesen ab, welches den allgemeinen Willen vollstreckt. Nur auf diesem Wege lasse sich verhindern, dass einzelne ihre natürliche Freiheit über diejenige der anderen stellten und diese dadurch beherrschten. Das Gemeinwohl wird gewährleistet, indem das Wohl der bloßen Einzelexistenz dem Wohl des Volksganzen nachgeordnet wird.

## Aufklärung in Deutschland
Außer in England und Frankreich erfuhr die Aufklärung auch in Deutschland ihre besondere, der deutschen Eigenart und der geschichtlichen Lage entsprechenden Ausprägung. Sie ist im Ganzen, vor allem auch in ihrem Verhältnis zur Religion, viel weniger radikal als die französische. Das hängt natürlich zusammen mit der damaligen gesellschaftlichen Lage in Deutschland, wo bekanntlich die Aufklärung des 18. Jahrhunderts nicht zu einer der Französischen Revolution vergleichbaren allgemeinen Umwälzung führte.

### Friedrich II. von Preußen
Friedrich II. oder Friedrich der Große (1712–1786), volkstümlich auch der Alte Fritz, war ab 1740 König in und ab 1772 König von Preußen sowie Kurfürst von Brandenburg. Er entstammte der Dynastie der Hohenzollern.
Die von ihm gegen Österreich geführten drei Schlesischen Kriege um den Besitz Schlesiens führten zum deutschen Dualismus. Nach dem letzten dieser Kriege, dem Siebenjährigen Krieg von 1756 bis 1763, war Preußen als fünfte Großmacht neben Frankreich, Großbritannien, Österreich und Russland in der europäischen Pentarchie anerkannt. Friedrich gilt als ein Repräsentant des aufgeklärten Absolutismus. So bezeichnete er sich selbst als „ersten Diener des Staates“.

### Gotthold Ephraim Lessing
Gotthold Ephraim Lessing (1729–1781) war ein bedeutender Dichter der deutschen Aufklärung. Mit seinen Dramen und seinen theoretischen Schriften, die vor allem dem Toleranzgedanken verpflichtet sind, hat dieser Aufklärer der weiteren Entwicklung des Theaters einen wesentlichen Weg gewiesen und die öffentliche Wirkung von Literatur nachhaltig beeinflusst. Lessing ist der erste deutsche Dramatiker, dessen Werk bis heute ununterbrochen in den Theatern aufgeführt wird.
Lessing war ein vielseitig interessierter Dichter, Denker und Kritiker. Als führender Vertreter der deutschen Aufklärung wurde er zum Vordenker für das neue Selbstbewusstsein des Bürgertums. Seine theoretischen und kritischen Schriften zeichnen sich aus durch einen oft witzig-ironischen Stil und treffsichere Polemik. Das Stilmittel des Dialogs kam dabei seiner Intention entgegen, eine Sache stets von mehreren Seiten zu betrachten und auch in den Argumenten seines Gegenübers nach Spuren der Wahrheit zu suchen. Diese erschien ihm dabei nie als etwas Festes, das man besitzen konnte, sondern stets als ein Prozess des sich Annäherns.
Der Gedanke der Freiheit – für das Theater gegenüber der Dominanz des französischen Vorbilds, für die Religion vom Dogma der Kirche – zieht sich wie ein roter Faden durch sein ganzes Leben. Folgerichtig setzte er sich auch für eine Befreiung des aufstrebenden Bürgertums von der Bevormundung durch den Adel ein. In seiner eigenen schriftstellerischen Existenz bemühte er sich ebenfalls stets um Unabhängigkeit. Sein Ideal eines Lebens als freier Schriftsteller ließ sich jedoch nur schwer gegen die ökonomischen Zwänge durchsetzen. So scheiterte in Hamburg das Projekt „Deutsches Museum“, das er 1768 mit Johann Christoph Bode durchzuführen versuchte.

### Moses Mendelssohn
Moses Mendelssohn (1729–1786) war ein deutscher Philosoph der Aufklärung und gilt als Wegbereiter der Haskala.
Mendelssohn zeigte früh eine Neigung zur Philosophie; den englischen Frühaufklärer John Locke studierte er zunächst auf Lateinisch mit Hilfe eines Wörterbuchs, außerdem Christian Wolff und den Universalgelehrten Gottfried Wilhelm Leibniz. Auch Shaftesburys Denken sprach ihn an, während er den meisten französischen Aufklärern, bis auf Rousseau, eher mit Skepsis begegnete. Bald wurde er selbst zum Aufklärer.

### Friedrich Nicolai
Christoph Friedrich Nicolai, (1733–1811) war ein deutscher Schriftsteller, Verlagsbuchhändler, Kritiker, Verfasser satirischer Romane und Reisebeschreibungen, Regionalhistoriker, Hauptvertreter der Berliner Aufklärung, Freund Lessings, Zelters und Mendelssohns, Gegner Kants und Fichtes.

### Immanuel Kant

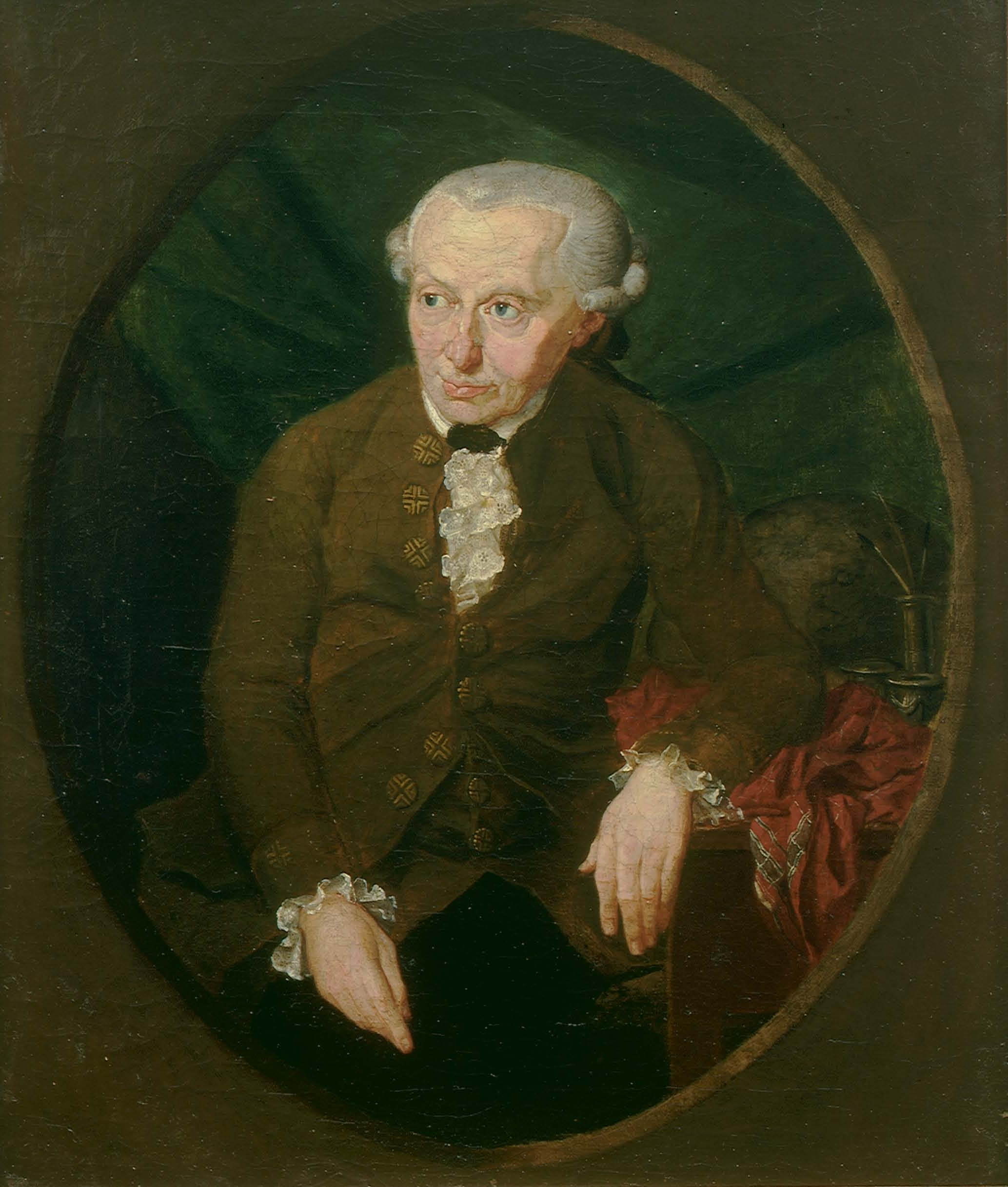
Immanuel Kant (Gemälde von Gottlieb Doebler. Zweite Ausführung für Johann Gottfried Kiesewetter, 1791)

Immanuel Kant (1724–1804) gilt als einer der bedeutendsten Philosophen. Mit seinem kritischen Denkansatz (Sapere aude) ist Kant der wohl wichtigste Denker der deutschen Aufklärung. Üblicherweise unterscheidet man bei seinem philosophischen Weg zwischen der vorkritischen und der kritischen Phase, weil seine Position sich spätestens mit Veröffentlichung der Kritik der reinen Vernunft erheblich verändert. Noch bis in die 60er Jahre kann man Kant dem Rationalismus in der Nachfolge von Leibniz und Wolff zurechnen. In der Zeit danach arbeitete Kant seine neue, als Kritizismus bekannte und heute noch maßgeblich diskutierte Erkenntnistheorie aus. Erst nach elf Jahren intensiver Arbeit wird diese dann 1781 in der Kritik der reinen Vernunft veröffentlicht.
Die Kritik der reinen Vernunft (KrV), in der Kant seine Erkenntnistheorie niederlegt, ist eine Auseinandersetzung einerseits mit der rationalistischen, andererseits mit der empiristischen Philosophie des 18. Jahrhunderts, die sich vor Kant unversöhnlich gegenüberstanden. Zugleich wird die KrV eine Auseinandersetzung mit der traditionellen Metaphysik. Für Kant war es ein Skandal der Philosophie, dass man es bisher nicht geschafft hat, die Metaphysik von Spekulationen zu befreien.
Für Kant erfolgt Erkenntnis sprachlich durch Urteile (Aussagen, die ein Subjekt und ein Prädikat enthalten) und brachte so eine Verbindung zum Denken der Menschen. In diesen Urteilen werden die empirischen Anschauungen der Sinnlichkeit mit den Vorstellungen des Verstandes verbunden (Synthesis). Sinnlichkeit und Verstand sind die beiden einzigen, gleichberechtigten und voneinander abhängigen Quellen der Erkenntnis. „Gedanken ohne Inhalt sind leer, Anschauungen ohne Begriffe sind blind.“
Wie kommt es nun zu empirischen Anschauungen? Wir verfügen einerseits über einen äußeren Sinn, der uns Vorstellungen im Raum gibt. Wir haben andererseits einen inneren Sinn, mit dem wir Vorstellungen in der Zeit erzeugen. Raum und Zeit sind Voraussetzung von Erkenntnis. Gleichzeitig sind unsere Sinne rezeptiv, d. h. sie werden von einer begrifflich nicht fassbaren Außenwelt („dem Ding an sich selbst“) affiziert. Nun kommt Kants berühmte kopernikanische Wende: Wir erkennen nicht das Ding an sich, sondern nur dessen Erscheinung. Diese Erscheinung wird aber durch uns als Subjekt, durch unseren Verstand geformt. Die sinnliche Anschauung wird in unserem Gehirn umgewandelt in das, was uns erscheint. Solche aus einzelnen Elementen zusammengesetzten und im Gehirn umgewandelten empirischen Anschauungen nennt Kant Empfindungen. Raum und Zeit aber werden als reine Formen der sinnlichen Anschauung den Empfindungen (der Materie) hinzugefügt. Dies bedeutet, dass Erkenntnis immer vom Subjekt abhängig ist. Unsere Realität sind die Erscheinungen, d. h. alles was in Raum und Zeit ist. Ob Raum und Zeit in den Dingen an sich existieren, können wir nicht wissen.
Empfindungen allein führen aber noch nicht zu Begriffen. Die Begriffe kommen aus dem Verstand, der diese spontan durch die produktive Einbildungskraft nach Regeln bildet. Hierzu bedarf es des transzendentalen Selbstbewusstseins als Grundlage allen Denkens. Das reine, d. h. von allen sinnlichen Anschauungen abstrahierte Bewusstsein des „Ich denke“, das man auch als die Selbstzuschreibung des Mentalen bezeichnen kann, ist der Angelpunkt der Kantischen Erkenntnistheorie. Dieses Selbstbewusstsein ist der Ursprung reiner Verstandesbegriffe, der Kategorien. Quantität, Qualität, Relation und Modalität sind die vier Funktionen des Verstandes, nach denen Kategorien gebildet werden. Anhand der Kategorien verknüpft der Verstand mit Hilfe der Urteilskraft (dem Vermögen unter Regeln zu subsumieren) die Empfindungen nach so genannten Schemata. Ein Schema ist das allgemeine Verfahren der Einbildungskraft, einem Begriff sein Bild zu
Nachdem beschrieben wurde, wie Erkenntnis überhaupt möglich ist, kommt nun die grundlegende Frage Kants, ob wir Aussagen machen verschaffen.können, die die Wissenschaftlichkeit der Metaphysik begründen. Gibt es aus reinen Verstandesüberlegungen Aussagen, die unsere Erkenntnisse inhaltlich vermehren? Kants Antwort ist „Ja“. Wir können durch die Kategorien synthetische Erkenntnisse a priori gewinnen. So sind z. B. unter dem Begriff der Relation die Kategorien der Substanz, der Kausalität und der Wechselwirkung erfasst. Am paradigmatischen Beispiel der Kausalität kann man Folgendes sehen: In unserer sinnlichen Wahrnehmung erkennen wir zwei aufeinander folgende Phänomene. Deren Verknüpfung als Ursache und Wirkung entzieht sich aber unserer Wahrnehmung. Kausalität wird von uns gedacht und zwar mit Allgemeinheit und Notwendigkeit.
Wie kommt es nun zu den metaphysischen Theorien? Dies ist eine Frage der Vernunft, die den Teil des Verstandes bezeichnet, mit dem wir aus Begriffen und Urteilen Schlüsse ziehen. Es liegt im Wesen der Vernunft, dass diese nach immer weiter gehender Erkenntnis strebt und am Ende versucht, das Unbedingte oder Absolute zu erkennen. Dann aber verlässt die Vernunft den Boden der sinnlich fundierten Erkenntnis und begibt sich in den Bereich der Spekulation. Dabei bringt sie notwendig die drei transzendentalen Ideen Unsterblichkeit (Seele), Freiheit (Kosmos) und Unendlichkeit (Gott) hervor. Kant zeigt nun in der Dialektik als der Wissenschaft vom Schein, dass die Existenz dieser regulativen Prinzipien weder bewiesen noch widerlegt werden kann. Damit kann man an Gott glauben, viele haben versucht ihn zu beweisen, aber alle Gottesbeweise müssen letztlich scheitern.
In der Grundlegung zur Metaphysik der Sitten (GMS) und stärker ausformuliert in der Kritik der praktischen Vernunft (KpV) untersucht Kant die Bedingungen der Möglichkeit von Sollensaussagen. Seine theoretische Überlegungen zur Ethik bestehen aus drei Elementen: Dem sittlich Guten, der Annahme der Freiheit des Willens und der allgemeinen Maxime des kategorischen Imperativs. Kants Ethik ist eine Pflichtethik. Die konkrete Ausformulierung seiner Ethik nimmt Kant in der Metaphysik der Sitten vor.